# Атоміхрон
Атоміхрон (англ. Atomichron) був першим у світі комерційним атомним годинником, виготовленим компанією National Company, Inc. з Молдена, штат Массачусетс. Це також був перший автономний портативний атомний годинник і годинник цезієвого стандарту. Було виготовлено понад 50 годинників під торговою маркою Atomichron.    

## Зовнішні посилання
- Коротка історія National Company, Inc
- Атоміхрон: атомний годинник від концепції до комерційного продукту